# ايغون فريدل
ايغون فريدل (بالألمانية: Egon Friedell)‏ (و. 1878 – 1938 م) هو ممثل، ومؤرخ ثقافي، ومترجم، وصحفي، وفيلسوف، وكاتب، وممثل مسرحي، ومؤرخ من النمسا. ولد في فيينا.
توفي في فيينا.

## أعمال بارزة
من أهم أعماله Cultural History of the Modern Age

## روابط خارجية
- ايغون فريدل على موقع IMDb (الإنجليزية)
- ايغون فريدل على موقع مونزينجر (الألمانية)
- ايغون فريدل على موقع ديسكوغز (الإنجليزية)
- ايغون فريدل على موقع كينوبويسك (الروسية)